# Windenergie

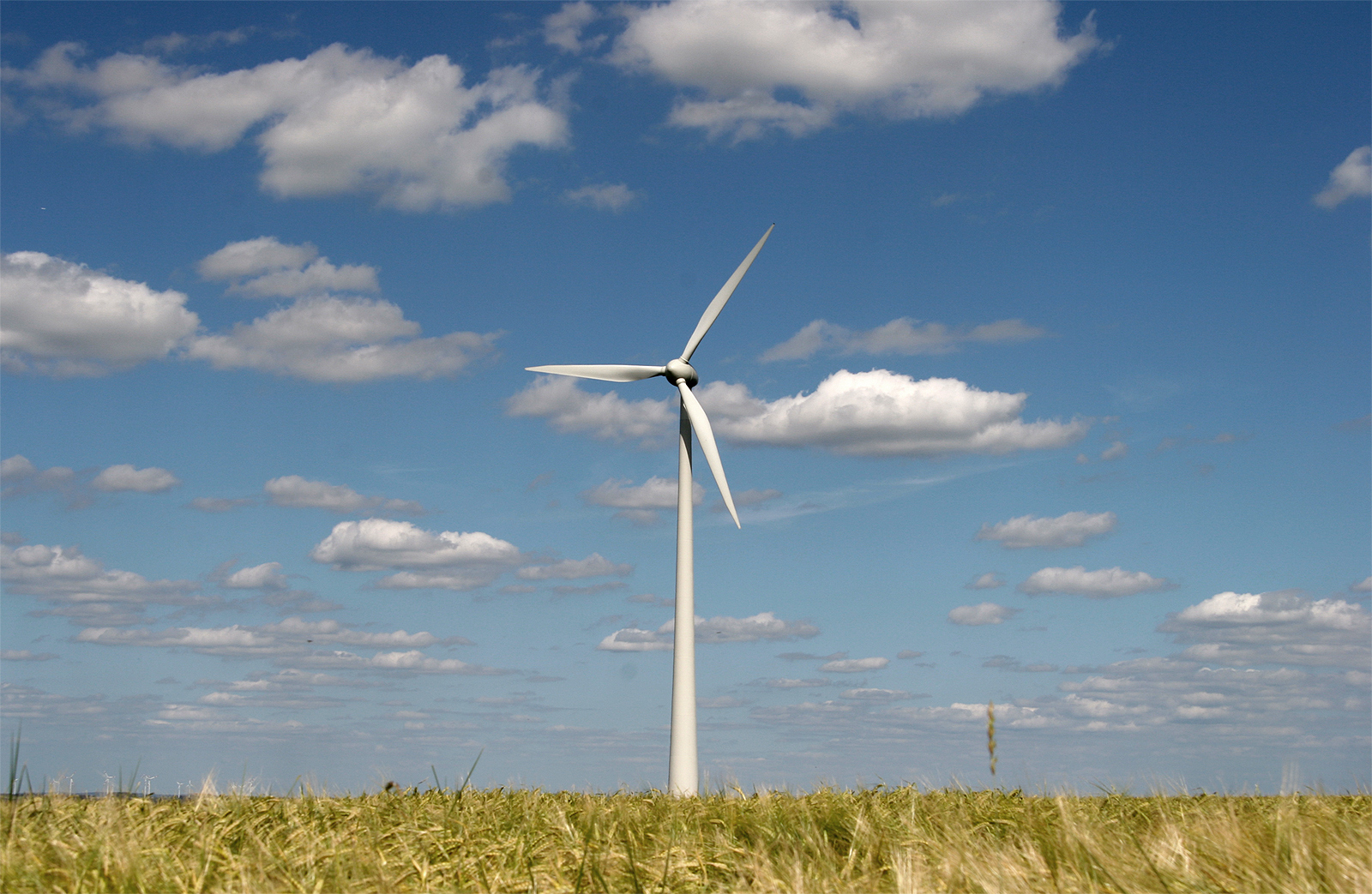
Een windmolen in een ruraal landschap

Groei van de wereldwijde geïnstalleerde capaciteit aan windenergie.

Aandeel energieproductie door wind (2018)

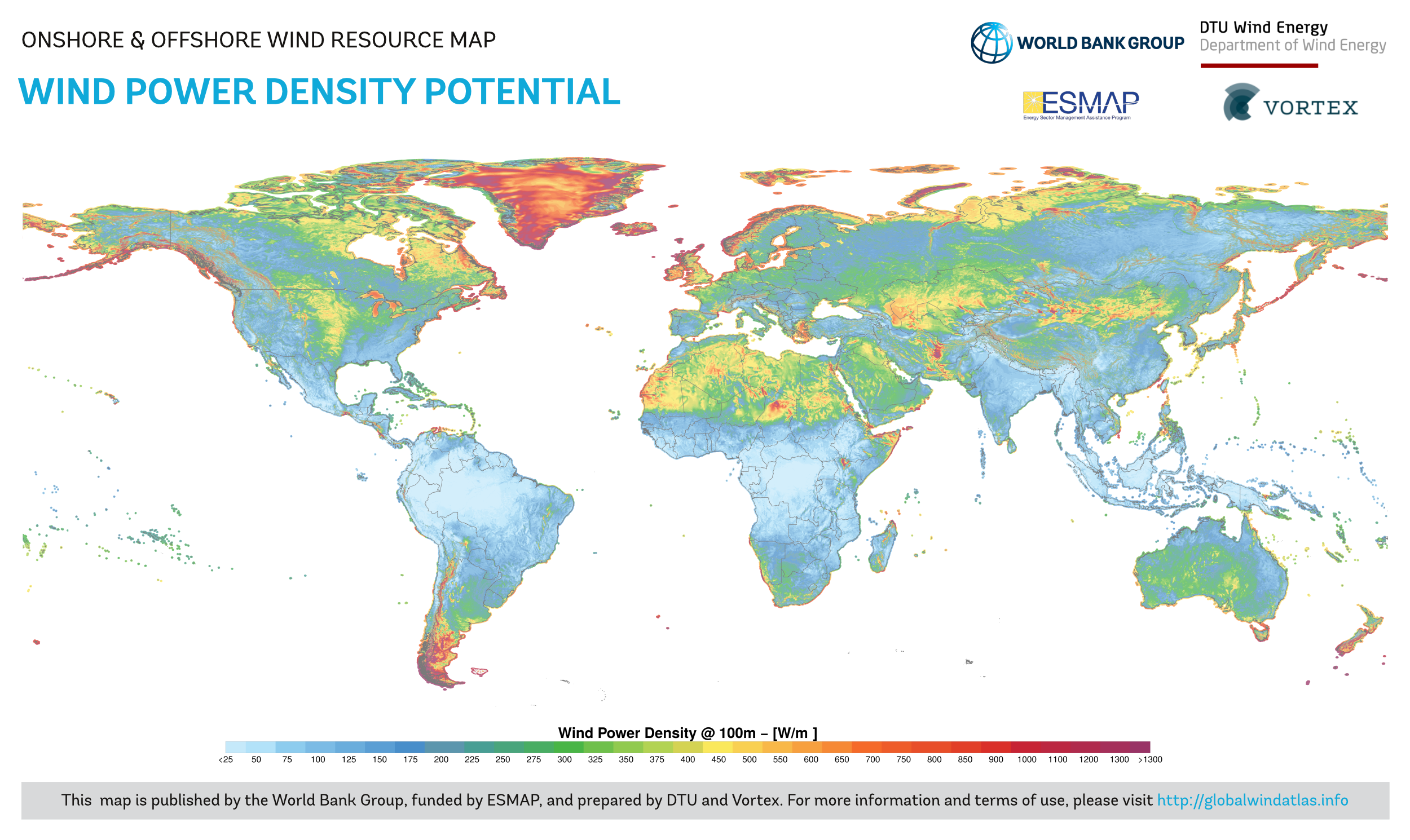
Kaart met het potentieel voor windenergie

Windenergie is energie die gewonnen wordt door de bewegingsenergie van lucht (wind) om te zetten in een bruikbare vorm. Vroeger werd windenergie met windmolens direct omgezet in mechanische arbeid, bijvoorbeeld om graan te vermalen of om water te verpompen. Sinds de tweede helft van de twintigste eeuw is windenergie vooral bekend als de elektriciteit die met een windturbine wordt opgewekt, vaak in een windmolenpark.

## Geschiedenis

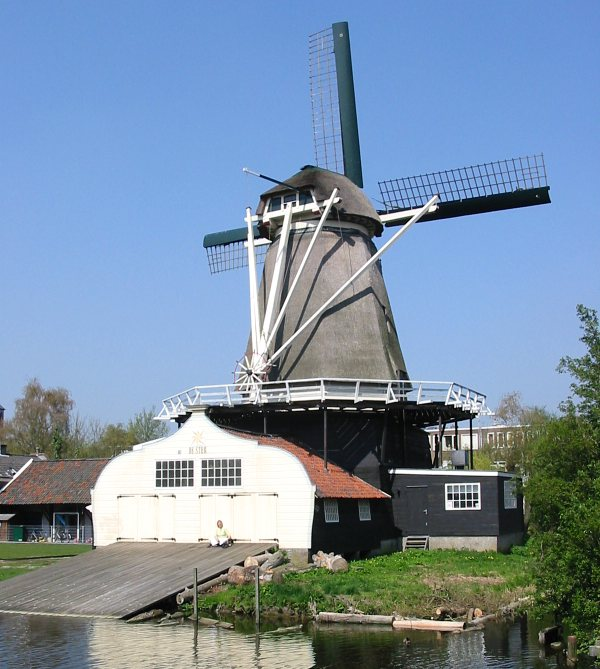
Houtzaagmolen De Ster in Utrecht. De introductie van de krukas in windmolens door Cornelis Corneliszoon maakte mechanisatie van houtzagerijen mogelijk. Hierdoor kon de VOC-vloot in zeer korte tijd worden opgebouwd

### Opwekking van mechanische energie
Windenergie heeft via de zeilvaart een belangrijke bijdrage aan transport gegeven, maar zeilschepen worden tegenwoordig voornamelijk nog gebruikt voor de pleziervaart.
Er zijn echter plannen en experimenten om ook vrachtschepen wederom uit te rusten met zeilen De eerst beschreven windmolen was die van Heron van Alexandrië in de 1e eeuw. In zijn beschrijving maakte hij gebruik van een door wind aangedreven wiel om lucht door een orgel te blazen. Uit andere bronnen is te halen dat er in het 4e-eeuwse China en Tibet al een type gebedsmolen voorkwam dat door wind werd aangedreven.
Waarschijnlijk is het dat sinds de 12e eeuw het gebruik van de windmolen in West-Europa opgang maakte. De oudste nog bestaande molen van de Lage Landen dateert uit 1183 en werd gebouwd in het graafschap Vlaanderen te Wormhout. Belangrijke toepassingen van windmolens waren het malen van graan, het pompen van water en ook het zagen van hout. Het gebruik van windenergie heeft in Nederland een grote vlucht genomen met de inpoldering en de droogmakerijen in de 17e eeuw. Dankzij het werk van deze windmolens kreeg Nederland zijn huidige aanzien.

### Neergang

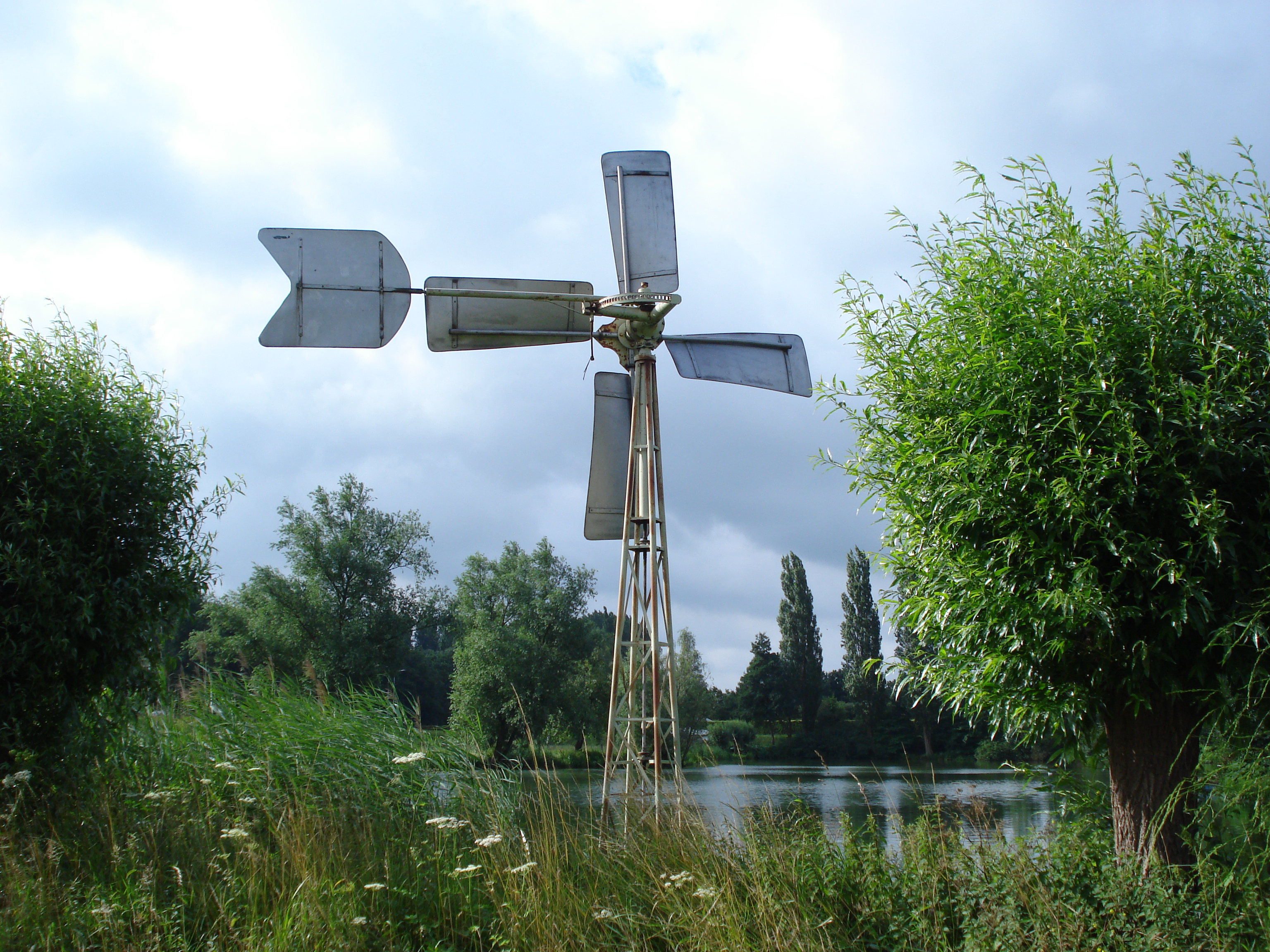
Bosman-molentje

Met de uitvinding van de stoommachine aan het eind van de 18e eeuw had men een krachtig en betrouwbaar hulpmiddel dat kon worden ingezet zonder afhankelijk te zijn van de wispelturigheid van de wind. Daardoor verdwenen windmolens langzamerhand uit het landschap. Alleen voor kleinschalige toepassingen bleef het gebruik van windenergie tot ver in de 20e eeuw gehandhaafd, uit Amerika kwam de windmotor en uit Piershil het Bosman-molentje. Deze laatste molenpomp, ook bekend als opbrengertje, was lang beeldbepalend in de Nederlandse polders.

### Opwekking van elektriciteit
Met de ontwikkeling van de elektriciteit in de negentiende eeuw werden ook pogingen ondernomen om elektriciteit te winnen met behulp van windenergie. Door de hoge investeringskosten was elektriciteitsproductie door windenergie alleen op kleine schaal rendabel in gebieden waar nog niet was geïnvesteerd in infrastructuur van elektriciteitstoelevering. In het Belgische Gistel liet de burgemeester Alfred Ronse in 1933 achter zijn kasteel Ter Waere een molen bouwen (de Meerlaan) die vooral bedoeld was om elektriciteit op te wekken. Met behulp van riemen over de conische gedeelten slaagde men er effectief in om elektriciteit te produceren. Ulrich Hütter bouwde, in 1957 in Duitsland, een 100 kW-horizontaleaswindturbine met aerodynamisch gevormde glasfiber vleugels met hoekverstelling (zie Windturbine-aerodynamica), het oermodel van de moderne windturbine. De jaren 60 en 70 van de twintigste eeuw kenmerkten zich door veel kleine particuliere initiatieven. Eenvoudige windmolens met generatoren van enkele kW tot enkele tientallen kW verrezen in polders op plaatsen waar behoefte was aan elektriciteit. Dankzij subsidiëring waren sommige experimenten zelfs rendabel. Pas na het doemscenario van de Club van Rome en de oliecrisis van 1973 begon het besef te groeien dat fossiele energie eindig is en dat te zijner tijd alternatieven zullen moeten worden gebruikt. De overheid stelde subsidies ter beschikking en er werd geëxperimenteerd met alternatieve bronnen van energie. In Tvind, Denemarken, verrees in 1977 de eerste Europese megawatt-windturbine. Nieuwe verticaleaswindturbines als de Darrieus- en de Savoniusrotor werden onderzocht maar de vermogen/gewicht-verhouding bleek laag in vergelijking met de horizontaleas-windturbine.
Verschillende landen startten projecten om op grotere schaal elektriciteit te winnen. In 2003 was het vermogen mondiaal opgelopen naar 31 gigawatt (GW), tegen 2 GW twaalf jaar daarvoor.
Eind 2017 stond in de wereld 539 GW windcapaciteit opgesteld. Dit vermogen was in 5 jaar bijna verdubbeld. Van de 539 GW stond 188 GW in China, 169 GW in de Europese Unie en 89 GW in de Verenigde Staten. Windparken genereerden 1120 terawattuur (TWh); dat was 4,4% van de totale elektriciteitsopwekking in de wereld.
Het geïnstalleerde vermogen bleef sterk toenemen en eind 2023 stond in de wereld 1017 GW (of 1.017 TW) windcapaciteit opgesteld. Van dit totaal stond 442 GW in China, 217 GW in de Europese Unie en 148 GW in de Verenigde Staten.

## Opbrengst van windturbines
De opbrengst van een windturbine hangt af van het type, de windsnelheid, het nominaal vermogen (bepaald door de generator), de tijd die een windmolen kan draaien en het rendement van de omzetting van windenergie naar elektriciteit. De totale hoeveelheid beschikbare wind op jaarbasis wordt uitgedrukt door een indexcijfer dat de wind in dat jaar aangeeft ten opzichte van 'normale' jaren, deze index heet de Windex.
Ook wordt de term vollasturen gebruikt om de opbrengst van een windturbine in uit te drukken. Omdat de wind niet constant waait wordt de opbrengst hierin uitgedrukt. Levert een windmolen zijn nominaal vermogen dan is elk uur precies één vollastuur. Levert een molen bij lichte wind de helft van zijn nominaal vermogen dan is elk uur een half vollastuur.

### Windsnelheid
Het windvermogen is evenredig met de derde macht van de windsnelheid. Dit is de inverse van het benodigde vermogen om een voorwerp met een bepaalde snelheid door de lucht te bewegen, auto trein, fietser, vliegtuig. Dit komt doordat de kinetische energie natuurlijk (Isaac Newton, Mme Émilie du Châtelet) evenredig is met het kwadraat van de snelheid. Maar daarbij opgeteld komt de massa verdrongen lucht en die is evenredig met de snelheid maal de aerodynamische doorsnede van het voorwerp in kwestie. Het benodigde vermogen is daarom evenredig met de snelheid tot de macht 3.
De windsnelheid wordt bepaald door:
- de plaats van de windmolen: aan de kust en vooral boven open zee waait het meestal harder dan landinwaarts;
- de hoogte van de turbine: op grotere hoogte waait het doorgaans harder, maar landinwaarts is de windsnelheid overdag onder ongeveer 90 meter gemiddeld hoger dan daarboven.
- de tijd van de dag: boven land waait het overdag tot een hoogte van ongeveer 90 meter gemiddeld harder dan 's nachts;
- het seizoen: in de winter waait het gemiddeld harder dan in de zomer.
- de temperatuur van de lucht. Warmere lucht is ijler en bevat dus minder energie.
- al dan niet variabele windrichtingen in combinatie met de snelheid waarop de turbinebladen zich op de windrichting kunnen instellen. Dit is meestal het geval bij nagenoeg windstil weer wanneer de opbrengst dus sowieso al erg laag is.

Het jaargemiddelde van de windsnelheid op een bepaalde plaats en ashoogte is redelijk in te schatten. De selectie van locaties gaat in eerste instantie via een windatlas, en in een latere fase via windmetingen.

### Tijd die een windturbine kan draaien
Een windturbine gaat draaien vanaf windkracht 2–3 en wordt stilgezet boven windkracht 10 tot 12 (afhankelijk van het type) om overbelasting te voorkomen.
De draaitijd bepaalt niet de opbrengst omdat de turbine meestal niet op vol vermogen draait. Windturbines worden begin 21ste eeuw ontworpen op ca 4000 vollasturen per jaar. Dat betekent dat de opbrengst op die plaats met wisselende wind, even groot is als wanneer de turbine 4000 uur op vol vermogen zou draaien. Dit is een economisch optimum. Met grotere vleugels op een hogere mast kan de opbrengst van de turbine met dezelfde generator vergroot worden, dus meer vollasturen, maar dat kost onevenredig meer. Windmolens staan bijna nooit helemaal stil en draaien minstens 95% van de tijd.
Een offshore windmolen kan meer dan 4000 vollasturen leveren. Aan land levert een windturbine in de praktijk typisch 2500-3000 vollasturen. (Ter vergelijking een kerncentrale ongeveer 8000 vollastuur en zonnepanelen ongeveer 1000 vollastuur.)

## Turbinevermogen en opbrengst

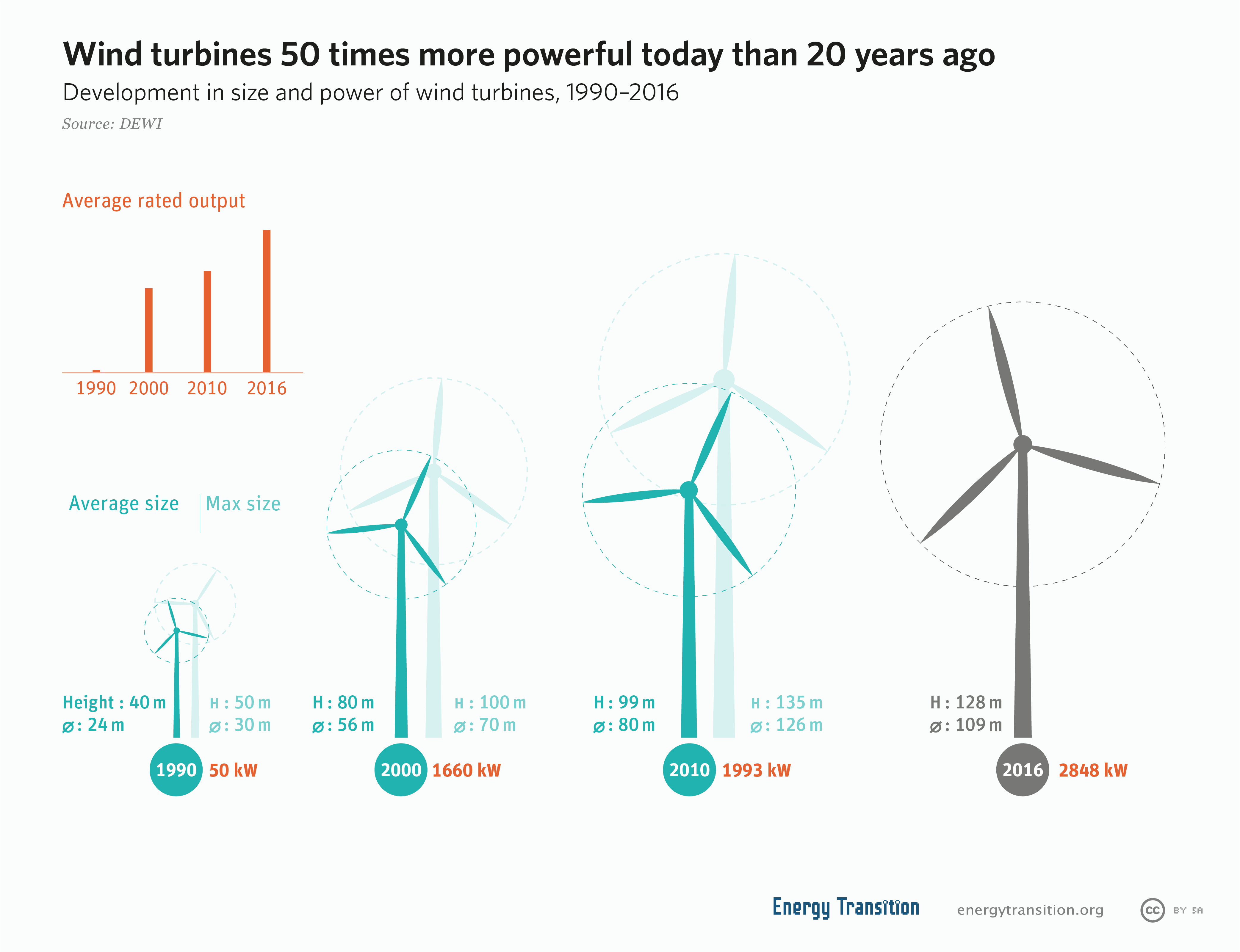
Windturbines worden steeds groter omdat dit een hogere efficiëntie met zich mee brengt

De energieopbrengst van een windturbine is evenredig met het kwadraat van de rotordiameter en de derde macht van de gemiddelde windsnelheid. Windmolens met 3 wieken, met een diameter van 40 m en een masthoogte van 50 m, kan bij een optimale windsnelheid (windkracht 6) 500–750 kilowatt (kW) leveren. Een grotere windmolen met een rotordiameter van 60 m en een masthoogte van 70 m kan een vermogen hebben van 1 tot 1,5 megawatt (MW). Bij zeer grote rotordiameters neemt de efficiëntie niet af, maar wordt de windmolen ontworpen voor een lager toerental. De snelheid van de uiteinden van de wieken moet hooguit ongeveer 75 m/s worden, omdat daarboven geluid een probleem wordt.
In de periode 1980–2008 is de "standaard" windmolen steeds groter geworden.
Als "meest verkocht model" als standaard wordt gehanteerd, dan is dat anno 2008 een windmolen met een masthoogte van 70 tot 108 m en een generator vermogen van 2 tot 3 MW. De rotordiameter van een windmolen hangt af van het generatorvermogen, de masthoogte en het windregime ter plaatse. Aan de kust waait het op 100 m hoogte wat harder dan in het binnenland. Daardoor hebben windmolens verder weg van de kust een hogere mast en/of langere wieken.

#### Situatie in Europa

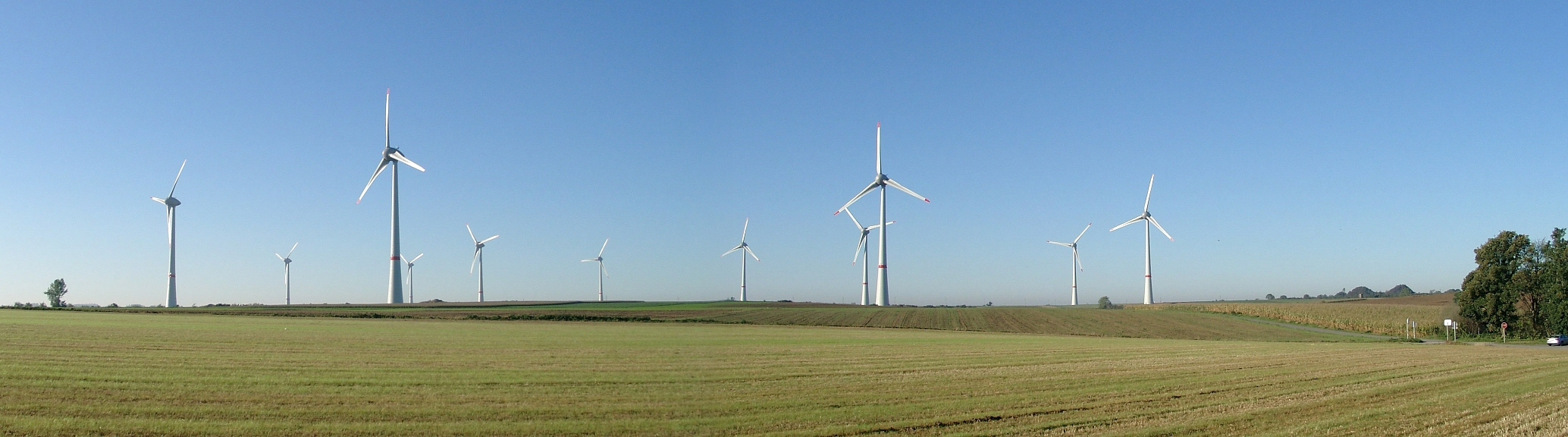
7,5 MW turbines E126 Windturbinepark Estinnes op 10 oktober 2010, voltooid

Om de eerste grens van 10 GW te halen had men 20 jaar nodig. 13 jaar erna rondde men de kaap van 100 GW.
De mijlpaal van 100 GW geïnstalleerd vermogen (vergelijkbaar met 39 kerncentrales) werd overschreden in 2012, waarmee ongeveer 57 miljoen huishoudens van elektriciteit kunnen worden voorzien. In 2011 lag het nog op 94 GW. De helft of 50 GW werd pas in 2006 gehaald volgens cijfers van het EWEA. Het grootste offshore windmolenpark ter wereld, London Array, bevindt zich in het Theems-estuarium.
Eind 2023 stond in Europa 256 GW windcapaciteit opgesteld.

#### Situatie in Nederland

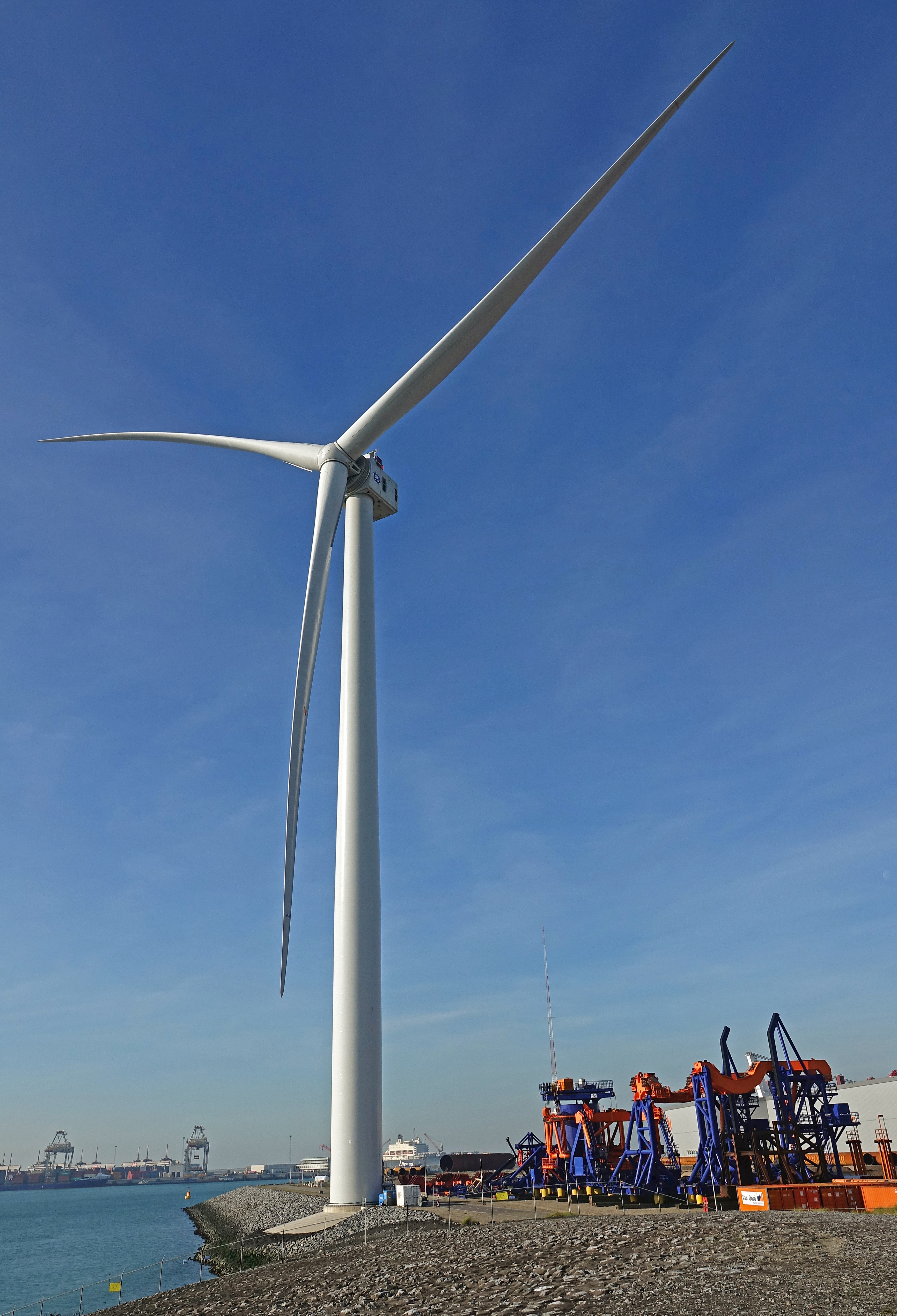
's Werelds grootste windturbine (op het moment van bouwen) de Haliade-X 12 MW (248 m hoog, bladlengte 107 m) wordt getest op de Maasvlakte 2.

In Nederland worden in de westelijke en noordelijke kustgebieden vermogens gerealiseerd van 800–1200 kWh/jaar per m² rotoroppervlak (dat wil zeggen, ongeveer 100 watt per m²). Meer landinwaarts is de opbrengst lager: 500–800 kWh/jaar per m². Dit gemiddelde vermogen per m² is afhankelijk van de hoogte van de mast van de molen, en neemt mogelijk nog toe omdat de trend is dat molens steeds hoger worden; op grotere hoogten waait het immers meer. In de jaren 2000 is het vermogen van windmolens blijven toenemen omdat het rotoroppervlak ook steeds groter werd. Anno 2022 had de standaard windmolen een vermogen van 7,5 MW.
De gemiddelde productiefactor (de verhouding van geleverd vermogen en nominaal vermogen) van een windturbine in Nederland bedroeg over de afgelopen jaren 21 (±30)%. De lage productiefactor wordt veroorzaakt door het verschijnsel dat het meestal niet hard genoeg waait om windturbines op volle toeren te laten draaien. Met de komst van grotere windmolens is de capaciteitsfactor in de jaren '10 echter flink toegenomen: op land haalt men nu tot 40%, op zee 50%. Met nog grotere turbines op zee verwacht men in de toekomst boven de 60% te kunnen halen.
In 2009 was volgens het CBS het totaal geïnstalleerd vermogen in alle centrales circa 25,3 GW (2004: 21,5). Duurzame energie droeg in 2009 voor 3,9% bij aan de totale energievoorziening in Nederland (2004: 1,8%). De doelstelling van de overheid is dat 16% van alle verbruikte energie in Nederland in het jaar 2020 duurzaam opgewekt is. Als tussendoelstelling gold 5% in 2010.
Eind 2023 stond in Nederland 10,7 GW windcapaciteit opgesteld, een verdubbeling ten opzichte van 2019 toen het geïnstalleerde vermogen nog 4,48 GW bedroeg. Daarmee droeg wind energie voor 27% bij aan het totaal geïnstalleerd vermogen in Nederland; 16% op land en 11% op zee.

## Plaatsing van windmolens

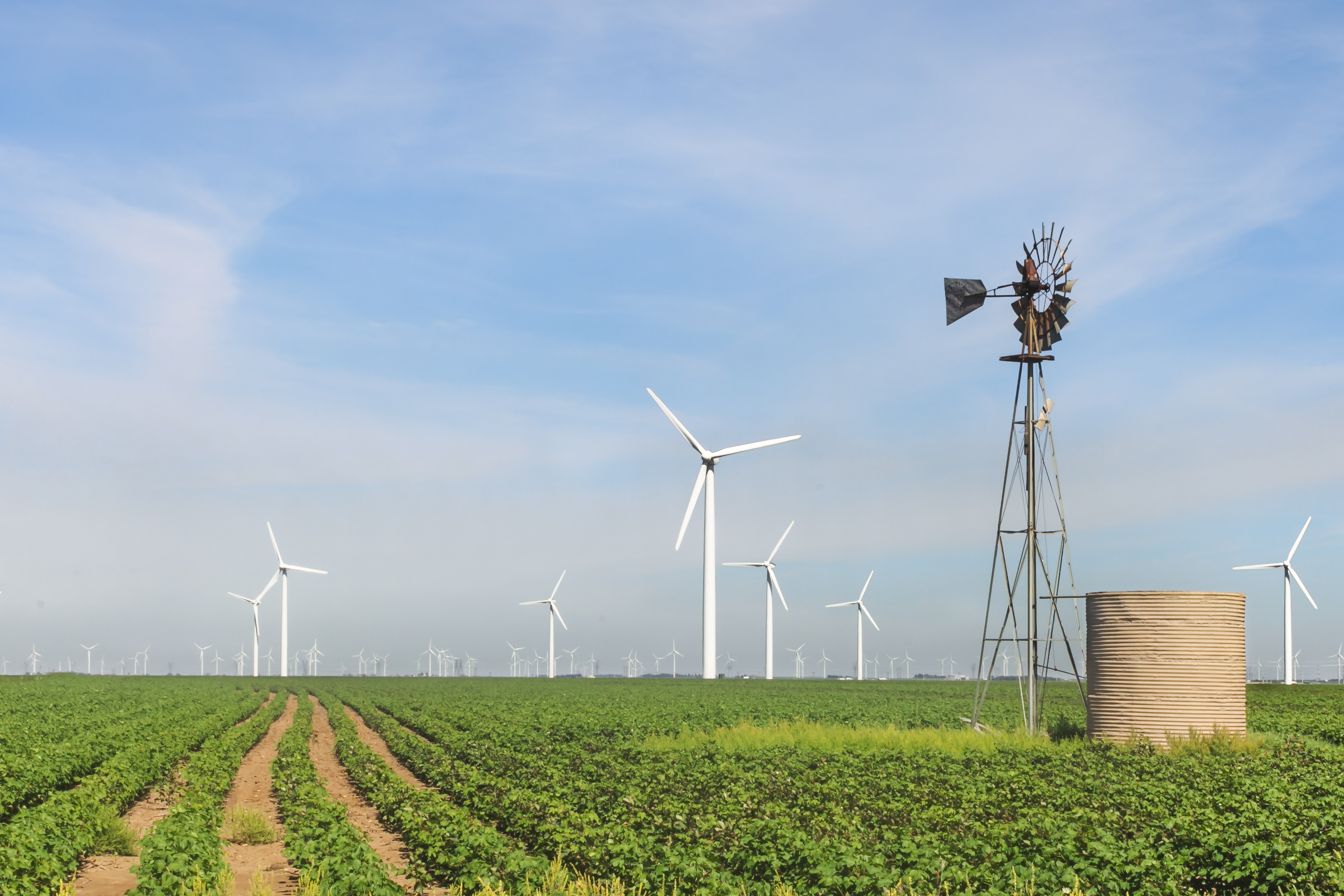
Roscoe Wind Farm in West Texas

### Technische afwegingen
Windturbines moeten op een bepaalde minimale afstand van elkaar staan. Een vuistregel voor de onderlinge afstand is vijf keer de diameter van de rotor. Een kleinere onderlinge afstand heeft tot gevolg dat de turbines niet optimaal profiteren van de wind: ze staan dan bij sommige windrichtingen in elkaars luwte.
Grotere windmolens moeten verder uit elkaar staan, maar een park met grotere molens is toch efficiënter omdat deze wind op grotere hoogte kunnen benutten. In de praktijk blijken parken met grote molens ook economisch efficiënter. Parken met veel molens kunnen bovendien bepaalde schaalvoordelen bieden, zodat grote parken met grote molens het meest voordelig uitpakken.

### Milieu- en hinderaspecten
Windturbines kunnen een impact hebben op vissen, vogels en vleermuizen. Een studie uit 2022 toont echter aan dat er slechts minimale overlap is tussen de voorspelde locaties voor windenergie en gebieden met hoge natuurbehoudsprioriteiten. Dit suggereert dat de uitbreiding van hernieuwbare energiebronnen mogelijk kan plaatsvinden zonder significante verstoring van cruciale natuurgebieden. Verder kunnen windturbines ook geluids- en schaduwhinder geven voor de omwonenden, en eventueel, hoewel subjectief, het landschap ontsieren.

#### Zeeleven
Bij de aanleg van windturbines op zee kunnen vissen en andere zeedieren hinder ondervinden, vooral door het heien. Bij zeezoogdieren zoals bruinvissen speelt gehoor een belangrijke rol in hun navigatie en communicatie. Bij vissen kan door hoge geluidsdruk de zwemblaas kapot gaan. Het aantal vissen dat schade ondervindt tijdens de bouw van windmolens valt echter in het niet vergeleken met het aantal dat dagelijks wordt gevangen voor consumptie. Onderzoekers werken aan methoden om de impact op het zeeleven te verminderen. Een voorbeeld hiervan is het gebruik van luchtbellen om het geluid van de bouw te dempen, wat een reductie van vijf tot tien decibel kan opleveren. Daarnaast wordt er onderzocht of voorafgaand aan de bouw geluiden kunnen worden ingezet om vissen en andere zeedieren tijdelijk weg te jagen van de heipalen.
Wanneer een windmolenpark eenmaal is aangelegd, ervaren zeedieren veel minder hinder. Sterker nog, het zeeleven kan lokaal een boost krijgen. Rond de funderingen van de windturbines ontstaan kunstmatige riffen die een gunstige leefomgeving vormen voor diverse organismen, zoals zeesterren, oesters, anemonen en mosselen. Deze riffen trekken ook andere dieren aan, waaronder vissen die profiteren van het ontbreken van visserij binnen het windmolenpark. Ook zeehonden gaan in windmolenparken op zoek naar voedsel.
Bovendien draagt de bouw van windmolenparken op langere termijn bij aan het afremmen van klimaatverandering, wat positief is voor het ecosysteem van de zee.
Uit onderzoek blijkt dat de bodem van windmolenparken op zee een 300 keer zo hoge biomassa heeft als andere stukken zeebodem, omdat er zich organismen op de constructie vestigen en omdat er geen bodemberoerende visserij plaatsvindt. Eenmaal in operatie zijn offshore windmolens veel stiller dan schepen.

#### Vogels

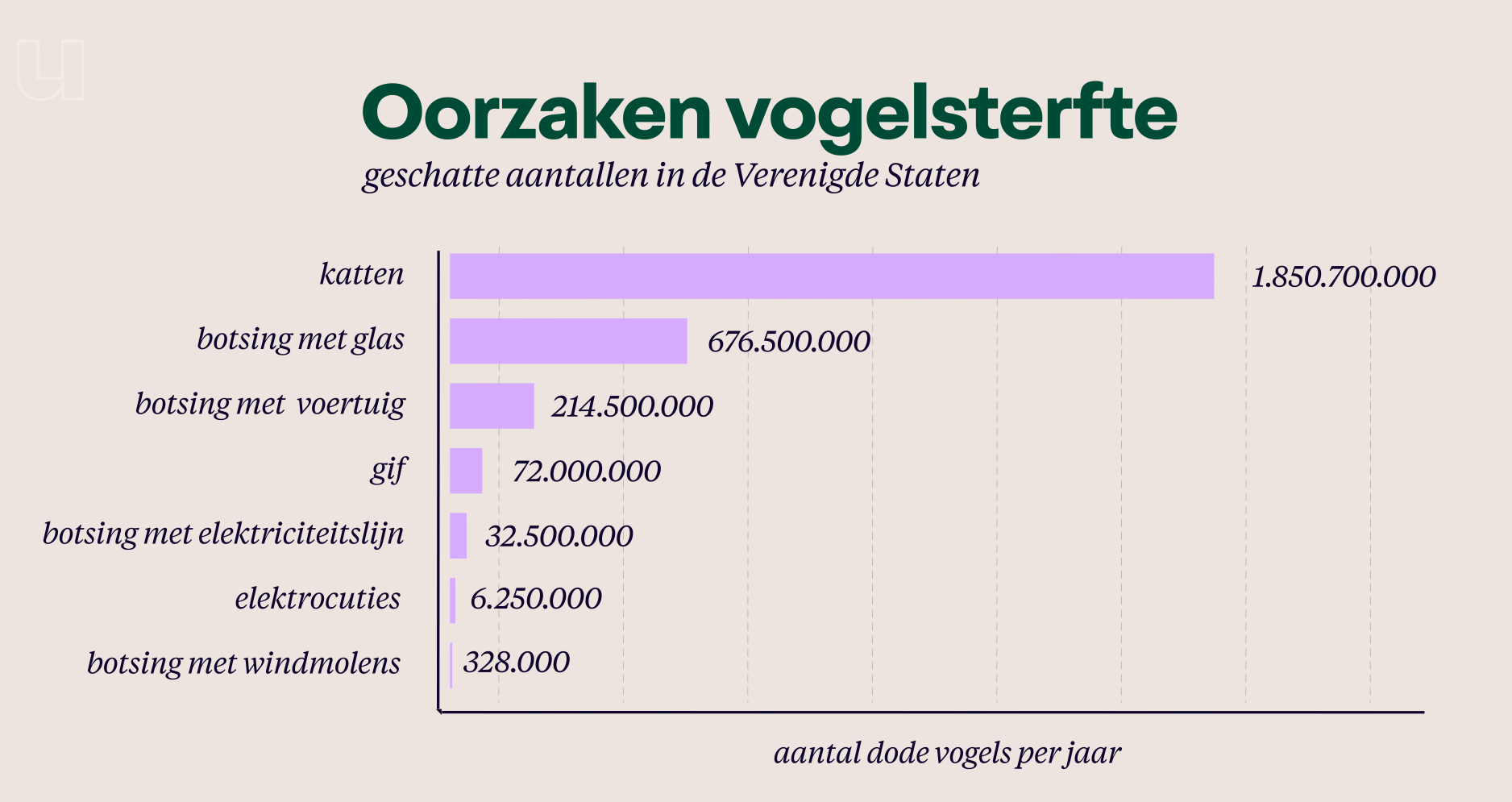
Botsingen met windmolens zijn een kleine bron van vogelsterfte in vergelijking met andere menselijke oorzaken

Vogels kunnen schade ondervinden door botsingen met windturbines en door verdringing van het leef- en broedgebied. Met name de grotere roofvogels worden het slachtoffer. Wanneer er in Nederland 1500 MW aan windturbines wordt opgesteld, zal dit naar schatting 30.000 directe vogelslachtoffers per jaar maken. Ter vergelijking: het verkeer maakt jaarlijks twee miljoen vogelslachtoffers, de jacht anderhalf miljoen en hoogspanningsleidingen één miljoen.
De hoeveelheid vogelsterfte door windturbines is minder dan het aantal doden (of niet geborenen) vanwege de infrastructuur voor fossiele brandstoffen (kolen en gas). Windparken zijn naar schatting verantwoordelijk voor het verlies van minder dan 0,4 vogels per gigawattuur (GWh) aan opgewekte elektriciteit, vergeleken met ruim 5 vogels per GWh voor elektriciteitscentrales op fossiele brandstoffen. Eén van de gevolgen van de klimaatverandering is het veroorzaken van een afname van de vogelpopulatie, en dit is de belangrijkste oorzaak van het verlies van vogels als gevolg van fossiele energie. Uit een onderzoek waarin de jaarlijks geregistreerde vogelpopulaties in de Verenigde Staten van 2000 tot 2020 werden vergeleken met de verspreiding van de windenergie-infrastructuur, bleek de aanwezigheid van windturbines geen significante invloed te hebben op de vogelpopulatieaantallen. Dit werd rechtstreeks vergeleken met de fracking-infrastructuur, waarvan de aanwezigheid een afname van 15% van de lokale vogelpopulaties veroorzaakt.

#### Vleermuizen
In de Verenigde Staten kwamen in 2012 naar schatting meer dan 600.000 vleermuizen om het leven na botsingen met windturbines. Het werkelijke aantal ligt mogelijk tot met de helft hoger. Het is echter niet duidelijk hoeveel vleermuizen er zijn in de VS, maar de dieren staan ook al onder druk van andere factoren. Mogelijk houden de vleermuizen de turbines voor bomen.

#### Scheepvaart
In uitzonderlijke gevallen kunnen windturbines op zee een obstakel vormen voor de zeevaart. Hoewel windmolens, alleen al omwille van economische redenen, geplaatst worden op zandbanken of ondiepe plaatsen, kan plaatsing in de buurt van drukbevaren routes risico's opleveren. Hierbij kan worden gedacht aan situaties met slecht zicht en zwaar weer, als schepen van hun ankers lopen of problemen ervaren bij het handhaven van de voorgeschreven koers. Deze risico's zijn echter beheersbaar en vergelijkbaar met scheepvaartroutes die in de buurt van gebieden met eilanden, rotsen of kustlijnen liggen. De sleutel tot veiligheid in deze situaties is goede navigatie, duidelijke markeringen en adequate voorbereiding van de bemanning. Net zoals schepen navigeren met behulp van kaarten en technologie om veilig langs kustlijnen en eilanden te varen, gebruiken ze soortgelijke methoden om windmolenparken te omzeilen. De aanwezigheid van windmolens wordt duidelijk aangegeven op navigatiekaarten, en de turbines zijn voorzien van verlichting en signalen voor extra veiligheid, vooral 's nachts of bij slecht weer.

#### Schaduwhinder
Wanneer de zon schijnt, werpt de rotor van een windturbine een bewegende slagschaduw. Dit stroboscopisch effect kan men als vervelend ervaren. De duur van de slagschaduw op een specifieke locatie is beperkt tot bepaalde tijden van de dag en jaar, afhankelijk van de positie van de zon.
Afstand speelt een rol bij hinder van slagschaduw. Bij grotere afstanden is er minder hinder, doordat de wiek dan niet de hele zonneschijf kan bedekken en er geen volle schaduw meer valt. Ook de frequentie is belangrijk. Door de langzame draaiing van de molens van tegenwoordig is dat steeds minder geworden. De slagschaduw is merkbaar in een vlindervormig gebied. De slagschaduw verplaatst zich in de loop van de dag van west naar oost. In de zomer, als de zon hoog staat, is het gebied kleiner dan in de winter.

#### Landschap

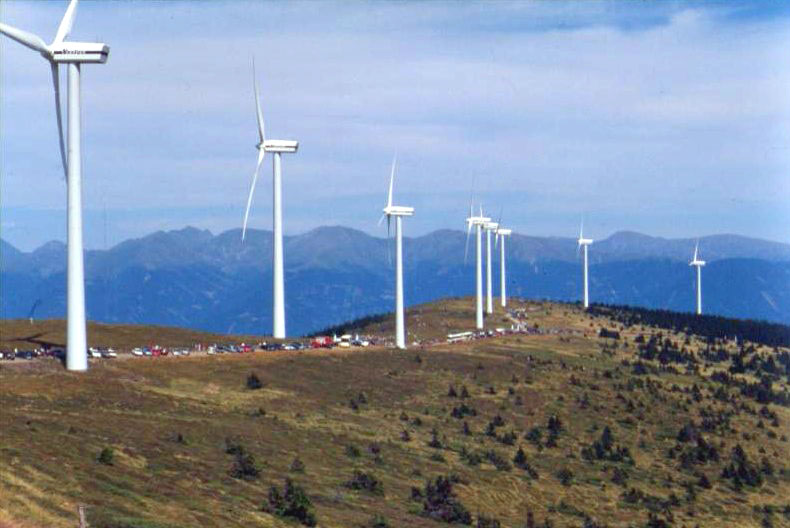
Het "Tauernwindpark" in Oostenrijk

Zeker met de toenemende masthoogtes zijn windturbines sterk in het landschap aanwezig. In de beginperiode van windenergie werden vooral individuele windturbines geplaatst, wat een "rommelig" effect gaf. Later werden windturbines voornamelijk geplaatst in lijn- en clusteropstellingen, die meer aansluiten bij bestaande elementen in het landschap, zoals wegen en kanalen. Desondanks worden windturbine(parken) door velen als storend of lelijk ervaren. Men spreekt dan van horizonvervuiling of landschapsvervuiling. Zo werd een gepland windmolenpark voor de kust van Knokke uiteindelijk verplaatst naar een dieper in zee gelegen zandbank, de Thorntonbank, onder andere vanwege het horizonvervuilende aspect op de kustplaats. Zie ook hierboven bij 'Scheepvaart'.
De weerstand tegen landschapsvervuiling door windturbines is in sommige gevallen te verminderen door financiële compensatie, of betere inbedding in het landschap. De weerstand wordt bijvoorbeeld minder als omwonenden een geldbedrag ontvangen of mede-eigenaar van de windmolen zijn, of als een rij windmolens een algemeen erkende grens markeren, zoals de Peelrand breuk of een dijk aan de kust. Op Kreta is een windmolenpark halfweg tussen Matala en Knossos een toeristische trekpleister vanwege het panoramische uitzicht. In Nederland zijn de geplande nieuwe locaties voor grote windmolenparken rond het IJsselmeer en de Afsluitdijk op weerstand gestuit, omdat het vlakke, rustige cultuurhistorische landschap erdoor zou verdwijnen.
Doordat er steeds grotere turbines op de markt komen, bestaat er een trend dat windmolens steeds verder uit elkaar komen te staan en dat projecten meer molens gaan omvatten. Daarbij kan volgens de betrokken landschapsarchitecten dan een grootser en mooier landschappelijk ontwerp worden gemaakt. Critici zien hierin eerder een verdere en meer omvattende aantasting van het landschap.
Windmolens kunnen tegenwoordig ook worden geplaatst in bossen. Doordat masten van moderne turbines ver boven de gebruikelijke hoogte van bomen uitsteken, ondervinden ze geen hinder bij de windvang. De molens zijn in het bos niet te zien en vlak bij het bos staan ze achter de hoge horizon van de bosrand. Van enige afstand gezien steken ze wel duidelijk boven het profiel van het bos uit.

#### Geluid
Het geluid van een windturbine heeft twee oorzaken: het mechanische geluid van de bewegende delen in de gondel en het zoevende geluid van het draaien van de rotorbladen. Bij moderne windturbines is de gondel goed geïsoleerd en is alleen de geluidsproductie van de rotorbladen van belang.
De geluidsproductie van een windturbine neemt toe met de windsnelheid. Voor een moderne windturbine ligt de brongeluidssterkte in het bereik tussen 91 en 104 dB(A). Dit is het zogenaamde brongeluid van de windturbine. Dit is een berekend geluidsniveau, alsof al het geluid vanuit één punt wordt uitgezonden. In werkelijkheid wordt het geluid vooral door de wieken veroorzaakt, over het hele rotoroppervlak, maar met een hoger geluidsniveau wanneer er een wiek bij de mast passeert. Dit laatste wordt veroorzaakt door de reflectie van het geluid op de mast.
Op een afstand van 250 meter bedraagt het maximale geluid van één solitaire windturbine ongeveer 40 tot 43 dB(A). Dit geluidsniveau wordt slechts bereikt als de windturbine op zijn maximale vermogen draait. Dit komt overeen met een windsnelheid van ongeveer 8 m/s op 10 meter hoogte, wat maar ongeveer 10% van de tijd het geval is. Verder is het geluidsniveau afhankelijk van het type windturbine en van de hardheid van de ondergrond tussen de windturbine en de meetplaats. Vegetatie heeft namelijk een sterk dempend effect.
Wanneer een tweede windturbine op eenzelfde afstand wordt gezet als de eerste, dan verhoogt het geluidsniveau met 3 dB(A). Dit komt doordat de schaal waarop decibel wordt uitgedrukt, een logaritmische schaal is, en geen lineaire schaal.
Een eerste verbetering bij windturbines, om het geluidsniveau te verminderen, was het vermijden van een tandwielkast. Door minder snel draaiende onderdelen wordt het geluidsniveau in de gondel sterk gereduceerd. Dit type windturbines is te herkennen aan een korte gondel. Bij moderne windturbines met tandwielkast wordt de gondel zodanig van geluidsisolatie voorzien dat het geluidsniveau niet hoger ligt dan bij de windturbines zonder tandwielkast.
Een tweede verbetering is een ander wiekprofiel, dat is te herkennen aan (kleine) dwarsvleugeltjes aan de tips van de wieken. Daardoor wordt de luchtstroom langs de tip minder chaotisch, waardoor het geluid ook afneemt. De tip is de grootste lawaaibron, omdat daar de luchtsnelheid het grootst is.
Afstand en sterkte spelen een rol bij de mate van hinder. Producenten van windenergie beweren dat als de afstand groter is dan 300 meter, er bijna geen sprake meer is van geluidshinder. Onderzoek door Frits van den Berg van de Universiteit Groningen toont echter aan dat vooral het geluid tijdens de nachtperiode hinderlijk kan zijn, zelfs tot op een afstand van 2 kilometer. In de nacht gaat de wind op grondniveau vaak liggen, maar op grote hoogte kan het juist extra hard gaan waaien. De rekenmodellen voor geluid zijn vaak gebaseerd op de windsnelheden op 10 meter hoogte, terwijl een windturbine tot 80 meter hoog kan zijn. Door ontbreken van achtergrondgeluid van wind en verkeer in de nacht, is het geluid van de bladen van de turbines dan juist extra goed hoorbaar, met name omdat het geluid van de turbines in de loop der tijd varieert (Van den Berg 2006).
De metingen die aan de basis liggen van deze studie zijn echter niet met de juiste procedures bekomen. Dit impliceert een grote onnauwkeurigheid in de meetresultaten.
Er wordt kritiek geleverd op de meetprocedures die gebruikt worden om normoverschrijding vast te stellen, zonder dat er vermelding wordt gemaakt van het vele onderzoek dat ten grondslag ligt aan deze procedures. Het betreffen hier genormaliseerde procedures die tot doel hebben elke situatie gelijk te kunnen beoordelen. Dat deze modellen daarom afwijken van de realiteit is onvermijdelijk, de afwijkingen blijven immers steeds binnen de bestudeerde perken (bron: LBPartners, 'Beoordeling geluidrapport “Hoge Molens vangen veel wind”', 13 februari 2003).

#### Ruimtebeslag
Een windturbinepark beslaat een grote oppervlakte. Van deze oppervlakte wordt echter slechts 1% ingenomen door de mastvoet en transformatorhuisjes. Hoge bebouwing van het gebied rond een windturbine (met een te korte mast) leidt tot een lagere opbrengst. Voor het overige kunnen windturbineparken met bijna alle activiteiten en landschapstypen worden gecombineerd, als dat gewenst is. Agrarische gebieden en industrieterreinen komen het meest voor. Maar omdat de commercieel beschikbare masthoogte ook toeneemt, komen ook bossen in aanmerking voor een windparklocatie. Daarin zijn ze bovendien voor de korte en middellange afstand visueel goed afgeschermd.

#### Radar
Windturbines kunnen net als hoogbouw storingen op radar veroorzaken. In Nederland is er een toetsingsplicht voor nieuwe windenergieprojecten binnen een straal van 75 kilometer vanaf de bestaande zeven militaire radarinstallaties. Rond Schiphol staan civiele radars van Luchtverkeersleiding en geldt een toetsingsplicht binnen een straal van ongeveer 15 kilometer, en afhankelijk van de hoogte van de geplande windturbine. Door wijzigingen aan de radarinstallaties of toevoegen van nieuwe installaties wordt meer ruimte gemaakt voor windturbines.

#### Veiligheid
In uitzonderlijke gevallen kunnen windmolens schade aanrichten wanneer de veiligheidssystemen falen. Het grootste gevaar treedt op wanneer de reminrichting faalt en de windmolen bij sterke wind op hol slaat. De wieken versnellen dan tot ze bezwijken onder de rotatiekrachten. Een rondvliegende wiek kan tot enkele honderden meters verder schade aanrichten. Het plaatsen van windturbines in weinig bevolkte gebieden en terreinen met ongevaarlijke industriële activiteiten reduceert het risico sterk.
Door oververhitting of een elektrisch defect kan brand optreden. Bluswerken worden bemoeilijkt door de grote hoogte.

### Regelgeving
Voor het plaatsen van windturbines moet een omgevingsvergunning worden verleend. Vaak zal ook een wijziging van het bestemmingsplan worden doorgevoerd.

##### Situatie in Nederland
In Nederland worden de milieueffecten gereguleerd via de AMvB (Algemene maatregel van bestuur) "Besluit algemene regels voor inrichtingen milieubeheer". In dit besluit is onder meer aangegeven dat woningen op ten minste 4 maal de ashoogte dienen te liggen (Inmiddels is deze voorwaarde vervallen). Daarnaast zijn in dit Besluit geluidnormen opgenomen die ruimer zijn bij toenemende windsnelheid. In het algemeen geldt dat in landelijke gebieden bij specifieke windrichting en windsnelheid, de windturbine goed hoorbaar is, terwijl aan de geluidsnormen wordt voldaan. Verder is in een aantal speciaal aangewezen gebieden de Europese Vogel- en Habitatrichtlijn van toepassing.

## Integratie in het elektriciteitsnet
De vrees bestond dat de integratie van windturbines in het elektriciteitsnet bemoeilijkt wordt door de beschikbaarheid van een geschikt elektriciteitsnet in de buurt, de variatie en beperkte voorspelbaarheid van de windsnelheid en ten slotte de beperkte opvang van de fluctuatie in elektriciteitsproductie door de conventionele centrales.
In periodes van te veel of te weinig wind moet de energiebehoefte van het net geleverd worden met gas- of kolengestookte centrales.
Met name bij het snel wegvallen van de wind moet een zogenoemde piekscheerder worden ingezet. Deze wordt aangedreven door een snelstartende gasturbines, die ongeveer de helft van het rendement heeft van een conventionele centrale.
Er dient dan ook een goed evenwicht te bestaan in het energiesysteem tussen windturbineparken en conventionele centrales, bijv. niet te veel reservevermogen, om een optimale CO2-vermindering te verkrijgen.
In een grote Amerikaanse studie van het National Renewable Energy Laboratory (NREL) van de VS, is berekend dat het technisch mogelijk is dat in 2020 de extra uitstoot van CO2 door conventionele centrales om windvariaties te compenseren, te verwaarlozen zal zijn, zelfs als een derde van de elektriciteit met zon en wind opgewekt wordt. In deze studie wordt wel verondersteld dat de elektriciteitsmarkt onbelemmerd functioneert en het elektriciteitsnet optimaal benut wordt. Het model kiest steeds de meest economische samenstelling van aanbieders om aan de vraag te voldoen met optimaal transport over het net. Opmerkelijk is dat het vrijemarktmechanisme leidt tot compensatie van de windvariatie met de regeling van vooral gascentrales, niet van waterkracht, zodat deze studie relevant is voor Nederland.
Een scenariostudie zoals de NREL-studie is niet een veronderstelling of een voorspelling van het effect van meer zon en wind in het bestaande systeem van elektriciteitsvoorziening, maar een mogelijke ontwikkeling van de verdringing van fossiele brandstof door duurzame bronnen in dit systeem door aanpassing aan het nieuwe aanbod. Windturbines zijn wel geschikt om elektriciteit te leveren maar het bestaande systeem was nog ongeschikt om van dit aanbod optimaal gebruik te maken. De elektriciteitsvoorziening is een complex en kostbaar systeem dat uiterst betrouwbaar moet zijn. De beheerders zijn dus zeer voorzichtig zaken aan te passen die onvoorziene effecten kunnen hebben. Ze zijn bovendien gebonden aan contractuele verplichtingen. Ook in Duitsland vergt de overgang naar duurzame energie veel tijd en aanpassing.
De scenariostudies zijn in de praktijk bevestigd. In Noord-Duitsland en Denemarken wordt  meer dan een derde van de elektriciteit met zon en wind opgewekt, met behoud van de leveringszekerheid.

### Uitbreiding van het elektriciteitsnet
Op plaatsen die geschikt zijn voor windturbineparken is het elektriciteitsnet daarvoor niet altijd geschikt. Dit maakt dan een uitbreiding of een versterking van het elektriciteitsnet noodzakelijk.

### Variabiliteit van het windaanbod

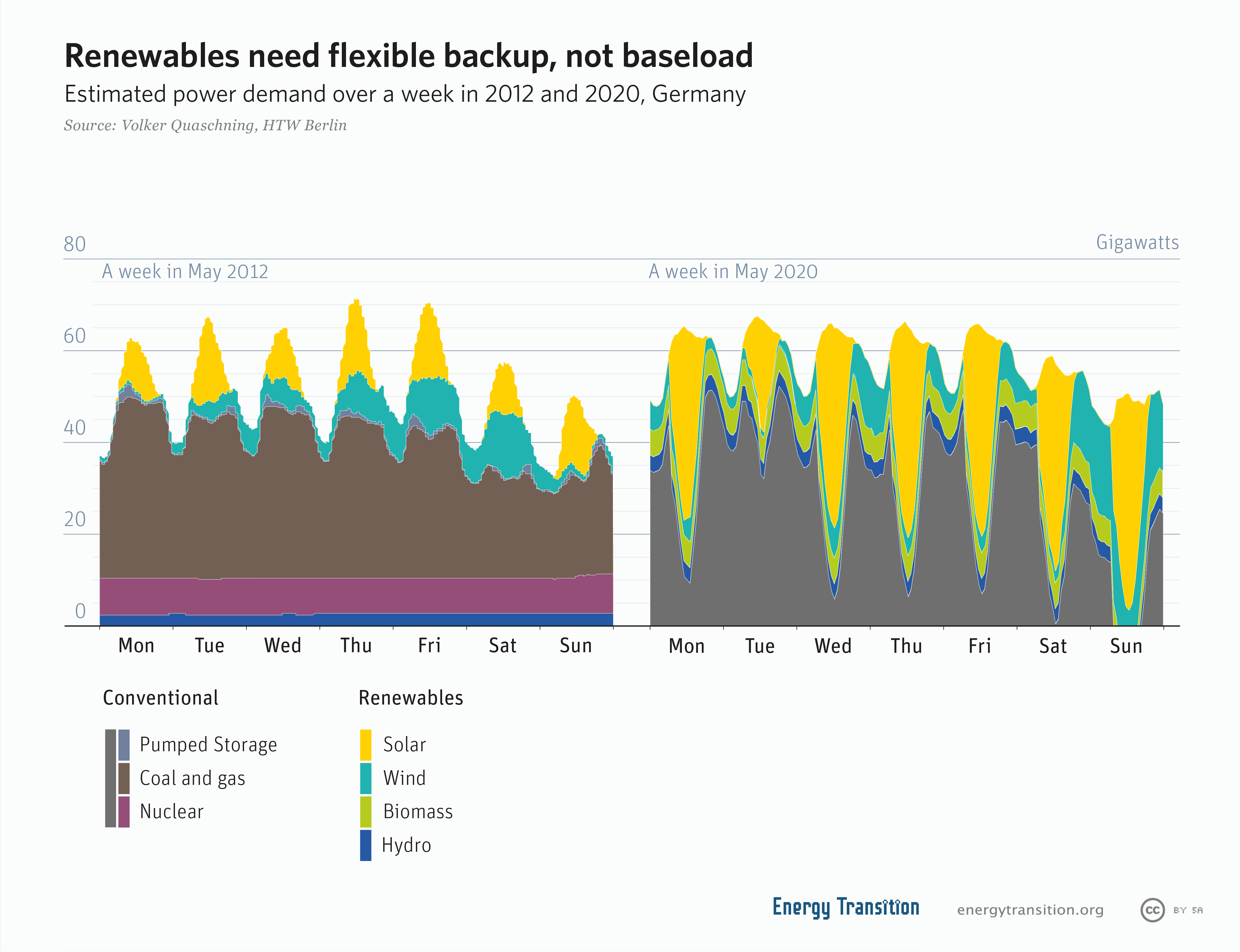
Een elektriciteitsnet met een hoog percentage aan hernieuwbare energiebronnen heeft over het algemeen een flexibelere opwekking nodig in plaats van basislastcentrales

De windsnelheid is niet constant. Sterker nog, soms waait het zelfs in Nederland helemaal niet. Windturbines beginnen energie te leveren bij windkracht 2–3. Bij windkracht 6 leveren ze hun volle vermogen en dat blijft zo tot ruim windkracht 10. Daarboven moeten oudere molens uit veiligheidsoverwegingen worden stilgezet. Sinds 2005 zijn er echter ook molens beschikbaar die tot windkracht 12 blijven doordraaien en energie leveren. Dat is bij die molens echter nooit meer dan het maximaal vermogen van de generator. Het gemiddeld geleverde vermogen van een moderne windturbine is daardoor ca. 35% van het nominale vermogen. Deze variabiliteit kan worden opgevangen door bestaande conventionele centrales of door, in theorie, (centrale) energieopslag. Deze variatie in energielevering komt boven op de gebruikelijke variatie in de dagelijkse vraag aan elektrische energie. Conventionele installaties moeten daarom in staat zijn naast de variatie in de vraag ook de variatie in het aanbod op te vangen.
De productie van een windturbine kan door het variabele windaanbod sterk variëren. Het komt voor dat een windturbine een hele dag niets produceert, maar het komt ook voor dat een windturbine een hele dag vrijwel het maximale vermogen levert. In een gemiddelde wintermaand produceert een windturbine daardoor twee keer zoveel als in een gemiddelde zomermaand. Maar een maandproductie kan ook weleens het dubbele of slechts de helft zijn van een gemiddelde maand. Op jaarbasis kan de productie 20% naar boven en naar beneden afwijken van een gemiddeld jaar, en zelfs over een periode van 10 jaar zijn afwijkingen van 10% mogelijk.

### Beperkte opvang van de fluctuatie in elektriciteitsproductie door de conventionele centrales
Anno 2025 is er voldoende capaciteit van conventionele elektriciteitscentrales om ook de variaties in het aanbod van windenergie op te vangen. Een aantal onderzoeken laat zien dat 20 tot 30 procent windelektriciteit mogelijk is zonder dat er extra conventionele back-up of opslag nodig is. Bij een grotere penetratiegraad (en daarmee een lager capaciteitskrediet) zijn andere oplossingen noodzakelijk. Een aantal oplossingen waaraan wordt/werd gedacht zijn:
- Gebruik van de opslagmogelijkheid van buitenlandse waterkrachtcentrales. In West-Denemarken wordt dit al toegepast. Via een hoogspanningsgelijkstroomkabel wordt gebruikgemaakt van de opslagcapaciteit van Noorse waterkrachtcentrales (zie NorNed-kabel).
- Middeling in het elektriciteitsnet: gebruikmaken van de Europese of wereldwijde spreiding van vraag en aanbod. Bekeken over een groter gebied nemen de variaties in elektriciteitsvraag en windaanbod af. Voor deze optie dienen de internationale koppelnetten te worden versterkt.
- Snel inschakelbare opwekking met brandstofcellen. In de regio Rotterdam startte in 2005 een proef waarbij 50 MW vermogen binnen 1 minuut kon worden ingeschakeld. Het gebruikte waterstofgas is daar een restproduct uit de chemische industrie.
- Zeer decentrale opwekking. De Nederlandse Gasunie startte in 2005 een proef met cv-ketels die op commando ook stroom opwekken: het concept "virtual power plant". Naar behoefte worden cv-ketels in het land bijgeschakeld. Bij iets grotere vermogens heet dit "microwarmte-krachtkoppeling".
- Flexibeler maken van de energievraag: omdat elektriciteit voor vaste tarieven wordt verhandeld, is de vraag vrij onafhankelijk van het aanbod. Er worden technieken onderzocht om via variabele tarieven de vraag naar elektriciteit aan het aanbod aan te passen.
- Gebruikmaken van de complementaire eigenschappen van zonne-energie, simpel gezegd: windstil weer is vaak zonnig, bij bewolkt weer waait het vaak.
- Opslag in accu's, of ondergronds als gecomprimeerde lucht in lege gasvelden, zie energieopslagtechniek.
- Ondergrondse opslag van verzadigde stoom.
- Splitsing van water in waterstof en zuurstof (zie: waterstofeconomie)
- Opslag van energie in accu's van elektrische voertuigen. Energie kan bij pieken in de toekomst aan accu's worden onttrokken.
- Opslag van windenergie in Nederland via waterkracht in spaarbekkens (zie Plan Lievense).
- Opslag van windenergie in Nederland via waterkracht in ondergrondse schachten.

Veel van deze technieken bestaan alleen nog op de tekentafel of bevinden zich in een experimenteel stadium. De laatste twee opties zijn in de jaren 70 onderzocht maar werden niet uitgevoerd wegens economische onhaalbaarheid. Oplossing van dit probleem zal in ieder geval een prijs hebben, die bij het maken van vergelijkingen meegeteld moet worden in de kilowattuurprijs.

### Voorspelbaarheid van het windaanbod
Een ander aspect bij de integratie van windenergie is de voorspelbaarheid. Voor windenergie worden, net als voor alle andere elektriciteitsbronnen, productieverwachtingen gemaakt. Door de aard van de energiedrager - het weer - is een windvermogensverwachting vergelijkbaar met een weersverwachting en heeft ze dan ook een beperkte nauwkeurigheid. Onderzoek zet sterk in op "day ahead" voorspelbaarheid, om een dag op voorhand al een zicht te hebben op de hoeveelheid energie die een bepaalde windmolen zal produceren. In Nederland vallen de verwachtingen binnen de programmaverantwoordelijkheid, waarbij de marktpartijen verantwoordelijk zijn voor de systeembalans op tijdschalen van een kwartier en langer.

## Rendement

### Financieel
Wanneer de gunstigste locaties het eerst worden gebruikt, kan de helft van het wereldwijde elektriciteitsverbruik voor 6 dollarcent per kWh of minder worden opgewekt. Voor 7 dollarcent per kWh of minder kan het hele wereldelektriciteitsverbruik worden geleverd. (Hoogwijk 2004. Uiteraard moet er dan wel technologie zijn om die energie op de gewenste manier over tijd en plaats te spreiden, omdat het niet altijd overal hard genoeg waait. Anno 2006 kost het opwekken van stroom door windenergie 8,8 tot 10,3 eurocent per kWh, afhankelijk van de locatie. Het opwekken van conventionele elektrische energie kost 2,9 tot 5,8 eurocent per kWh. In 2012 kost de productie van off-shore-windelektriciteit ongeveer 16 eurocent per kWh.
De doelstelling voor de kostprijs voor het Windpark Borssele (dat gepland is in 2020) is 5,45 cent per kWh en daarmee zou de kostprijs van offshore windenergie voor het eerst lager worden dan die van kolen. Kolenstroom kost anno 2017 7,5 cent per kWh.
Voor- en tegenstanders van windenergie hebben hun eigen argumenten voor de kosten van windenergie en conventionele energie. Zo willen de voorstanders dat de vrijstelling van brandstofbelasting, bouwsubsidies voor conventionele centrales en externe kosten van fossiele energie, zoals de schade door uitstoot van CO2 en fijnstof verrekend worden. Anderen vinden dat ook de kosten voor de reserve conventionele centrales bij een tekort aan wind in de prijs van elektriciteit uit wind moeten worden betrokken.

### Energetisch
De windenergiewet van Betz zegt dat onafhankelijk van de windsnelheid maximaal 59,3% van de kinetische energie aan een luchtstroom kan worden onttrokken. Dit is het theoretisch maximale rendement dat kan bereikt worden. Bij moderne windturbines bedraagt dit rendement ongeveer 70-80%.
Het totale rendement van een windturbine wordt verder ook nog beïnvloed door het rendement van de generator, de tandwielkast en de transformator. Een windmolen kan door de variabele wind niet voortdurend het nominale vermogen leveren. De productiefactor is de verhouding van het gemiddeld geleverde vermogen en het nominale vermogen. Een moderne molen met een nominaal vermogen van 2 MW levert op land per jaar circa 4,5 GWh; de productiefactor komt daarmee op circa 22,5%.

### Vergelijking met andere energiebronnen
Windenergie wordt ook beoordeeld op de hoeveelheid CO2-uitstoot die ermee wordt vermeden. Reductie hiervan draagt bij aan het afremmen van een toename van het broeikaseffect. Dit is de belangrijkste reden dat regeringen vanuit het Akkoord van Parijs de bouw van windparken stimuleren. De reden is dat kolen- en gascentrales minder hoeven te produceren en de daarbij behorende CO2-uitstoot dan ook minder is.
Inzet van windenergie maakt een land onafhankelijker van de leveranciers van fossiele brandstoffen. Het belang hiervan neemt toe naarmate fossiele brandstof schaarser wordt, waarmee de aanvoer onzekerder en duurder wordt. Dat geldt overigens ook voor kernenergie, waar grondstoffen nodig zijn zoals uranium of thorium. Daarom is naast het rendement van een windmolen ook het hernieuwbare karakter van belang.

## Windenergie per land / regio

### Nederland

#### Huidige en potentiële bijdrage aan de energievoorziening
In 2008 was het Nederlandse windvermogen 2377 MW, waarvan 228 MW op de Noordzee. In een gemiddeld windjaar wordt nu 5,2 miljard kWh geproduceerd. Dat is goed voor 4,5% van de totale stroombehoefte van alle huishoudens in Nederland. De huishoudens vormen een aandeel van 12% van de totale markt. Dit betekent dat windenergie een aandeel heeft van 0,54% in de totale markt.
De verwachting is dat er windmolens met een totaal nominaal vermogen van circa 5000 MW in Nederland op land te plaatsen zijn. Verdere groei zal offshore moeten plaatsvinden. Het potentieel voor windenergie op zee wordt geschat op 2 maal het Nederlandse elektriciteitsverbruik.
Tabel I: Het aandeel van windenergie van de elektriciteitsvoorziening in Nederland, inclusief windmolens op zee vanaf 2006.
| Jaar | Opgesteld vermogen per jaar ultimo (MW) | Vermeden primaire energie (TJ) | Vermeden primaire energie (% totaal verbruik) | Vermeden emissie CO2 (kton) | Vermeden emissie CO2 (in % totale emissie) |
| ---- | --------------------------------------- | ------------------------------ | --------------------------------------------- | --------------------------- | ------------------------------------------ |
| 1990 | 50                                      | 510                            | 0,02                                          | 36                          | 0,02                                       |
| 1991 | 83                                      | 802                            | 0,03                                          | 56                          | 0,03                                       |
| 1992 | 101                                     | 1.249                          | 0,04                                          | 85                          | 0,05                                       |
| 1993 | 131                                     | 1.595                          | 0,06                                          | 109                         | 0,07                                       |
| 1994 | 152                                     | 2.025                          | 0,07                                          | 142                         | 0,08                                       |
| 1995 | 250                                     | 2.865                          | 0,10                                          | 204                         | 0,12                                       |
| 1996 | 296                                     | 3.880                          | 0,13                                          | 272                         | 0,15                                       |
| 1997 | 324                                     | 4.164                          | 0,14                                          | 301                         | 0,18                                       |
| 1998 | 363                                     | 4.849                          | 0,16                                          | 345                         | 0,20                                       |
| 1999 | 410                                     | 5.465                          | 0,18                                          | 379                         | 0,23                                       |
| 2000 | 447                                     | 6.411                          | 0,21                                          | 457                         | 0,27                                       |
| 2001 | 485                                     | 7.183                          | 0,23                                          | 509                         | 0,29                                       |
| 2002 | 672                                     | 8.931                          | 0,28                                          | 632                         | 0,36                                       |
| 2003 | 905                                     | 11.812                         | 0,39                                          | 832                         | 0,46                                       |
| 2004 | 1.075                                   | 15.143                         | 0,46                                          | 1.054                       | 0,58                                       |
| 2005 | 1.224                                   | 17.387                         | 0,53                                          | 1.198                       | 0,68                                       |
| 2006 | 1.669                                   | 21.268                         | 0,66                                          | 1.487                       | 0,86                                       |
| 2007 | 1.857                                   | 26.259                         | 0,79                                          | 1.809                       | 1,05                                       |
| 2008 | 2.377                                   | 33.170                         | 1,00                                          | 2.285                       | 1,30                                       |
| 2009 | 2.450                                   | 37.168                         | 1,15                                          | 2.539                       | 1,50                                       |
| 2010 | 2.465                                   | 36.508                         | 1,05                                          | 2.247                       | 1,35                                       |
| 2011 | 2.544                                   | 37.633                         | 1,16                                          | 2.540                       | 1,52                                       |
| 2012 | 2.661                                   | 40.539                         | 1,24                                          | 2.886                       | 1,74                                       |
| 2013 | 2.713                                   | 43.355                         | 1,34                                          | 3.195                       | 1,92                                       |
| 2014 | 2.865                                   |                                |                                               |                             |                                            |
| 2015 | 3.391                                   |                                |                                               |                             |                                            |
| 2016 | 4.257                                   |                                |                                               |                             |                                            |
| 2017 | 4.202                                   |                                |                                               |                             |                                            |
| 2018 | 4.393                                   |                                |                                               |                             |                                            |
| 2019 | 4.484                                   |                                |                                               |                             |                                            |
| 2019 | 4.484                                   |                                |                                               |                             |                                            |
| 2020 | 6.648                                   |                                |                                               |                             |                                            |
| 2021 | 7.674                                   |                                |                                               |                             |                                            |
| 2022 | 8.755                                   |                                |                                               |                             |                                            |
| 2023 | 10.749                                  |                                |                                               |                             |                                            |

Grafiek windenergieproductie in Nederland van 2002 tot 2018 (miljoen kWh):
Vanwege een beveiligingsprobleem met de MediaWiki Graph-software is het momenteel niet mogelijk deze grafiek weer te geven. Zodra de software is bijgewerkt zal de grafiek vanzelf weer zichtbaar worden.

#### Overheidsbeleid
In 2001 is de Bestuursovereenkomst Landelijke Ontwikkeling Windenergie (BLOW-akkoord) gesloten. BLOW kwam rechtstreeks voort uit het Kyoto-protocol. Het doel: 1500 megawatt windvermogen in 2010. De grens van 1500 MW is echter al in de zomer van 2007 gepasseerd, voornamelijk doordat de inwoners van de provincie Flevoland meer windmolens en windvermogen bouwden dan in BLOW was afgesproken. PvdA-minister Cramer van VROM stelde toen als doel het verdubbelen van die hoeveelheid in 2011.
Anno 2008 is het overheidsbeleid erop gericht om in 2020 twintig tot dertig procent van de verbruikte energie duurzame energie te laten zijn. Niet iedereen vindt het actuele overheidsbeleid echter overtuigend genoeg. Voor de termijn tot 2011 wordt gewerkt aan het Nationaal Plan van aanpak Windenergie, voor de verdubbeling van Wind op Land tot 3000 MW opgesteld vermogen. In plannen en nota's worden hoeveelheden genoemd van 6000 MW op land en eveneens 6000 MW op de Noordzee in 2020.
Het overheidsbeleid in Nederland is wisselend geweest. In het begin werd de installatie van windturbines gesteund door middel van steeds wisselende vormen van investeringssubsidies, daarna door vrijstelling van de Regulerende Energiebelasting (REB). Tot augustus 2006 werd windenergie ondersteund via de MEP-regeling. De bedoeling van deze subsidie was om in het hele land windenergie ongeveer even rendabel te laten zijn, zodat in elke regio windenergieprojecten gerealiseerd konden worden. Ondersteuning van windenergie dient niet alleen om nu schone stroom op te wekken, maar ook om de industrie de kans te geven onderzoek te doen naar goedkopere productiemethodes (leercurve) en zo tot kostendalingen te komen.
In 2008 werd de SDE subsidieregeling ingesteld. Dit was een stap in de richting van de EEG-wet in Duitsland. Met de SDE-regeling is er geen aanschafsubsidie (uit de SDE) maar een subsidie op de teruggeleverde elektriciteit. De SDE-regeling is echter zeer onzeker door de vele soorten van herwaarderingsregels en de jaarlijkse aanpassing van de subsidie per teruggeleverde kWh.
Daarnaast heeft de 'windsector' aangegeven dat de SDE structureel te laag is, omdat die uitgaat van een benodigde investering van 1200 euro per kW geïnstalleerd vermogen en de marktprijs begin 2008 al 1300 tot 1400 euro was.
Uit een inventarisatie van de lopende windprojecten in mei 2008 blijkt ook dat er windparkprojecten zijn die helemaal klaar liggen, maar niet doorgaan omdat de SDE te laag is.
Er worden twee structuurvisies opgesteld, de Rijksstructuurvisie Windenergie op Land en de Rijksstructuurvisie Windenergie op Zee buiten de 12-mijlszone. Daarnaast is er een Quickscan Haalbaarheidsstudie windparken binnen 12-mijlszone.

### België
Eind 2018 produceerden windturbines in België bijna 3.200 MW, geleverd door 888 windturbines op land, en 274 op zee.
Sedert de staatshervorming van 1980 zijn de bevoegdheden inzake energie verdeeld tussen de federale staat en de gewesten:
- de federale staat is bevoegd voor de materies waarvan de technische en economische ondeelbaarheid een gelijke behandeling op het nationale niveau vereist, zoals onderzoek, kernenergie, grote infrastructuur, tarieven en prijzen (mits enkele gewestelijke bevoegdheden), en de bevoorradingszekerheid.
- de gewesten zijn verantwoordelijk voor de hoogspanningsnetten tot 70kV, de distributietarieven voor laagspanning, de distributie van gas, de valorisatie van terrils en het gebruik van mijn- en hoogovengas, de warmtenetwerken, warmterecuperatie, rationeel energiegebruik, en alle alternatieve energiebronnen met uitzondering van de kernenergie.

#### Vlaanderen
Ondanks een pioniersrol in de jaren 1980-1989 raakte Vlaanderen nadien achterop bij projecten voor windenergie. Intussen is een inhaalbeweging gemaakt, mede door nieuwe windmolenparken op de Noordzee. In 2019 leverden 543 windturbines 1.278 MW elektriciteit.

#### Brussel
In de stedelijke omgeving zijn windturbines met hoog vermogen minder aangewezen, vanwege ruimtegebrek en onregelmatige winden. Toch onderzocht het Brussels Gewest de haalbaarheid van kleine en middelgrote windmolens met een vermogen van 0,1 tot 250 kW. Als locaties wordt dan vooral gedacht aan de vele hoge torengebouwen, waar volgens een windmetingsstudie het windpotentieel vergelijkbaar is met de Belgische kustgebieden.

#### Wallonië
De eerste windturbine in het Waals Gewest werd in 1998 opgetrokken in Sankt Vith. Sedertdien namen nieuwe installaties toe in hoogte en vermogen. Een keerpunt was het in 2010 voltooide Windturbinepark Estinnes, met een maximumvermogen tot 180 MW, goed voor 50.000 gezinnen. Nadien werden meer en meer coöperatieve projecten opgestart, zoals het windmolenpark "Les Vents d’Arpes" te Nijvel.
Eind 2017 functioneerden in het Waals Gewest 366 windturbines met een gezamenlijk vermogen van 835 megawatt (MW), genoeg voor het energieverbruik van zo’n 486.000 huishoudens.
Hoewel de Waalse overheid grote windturbines prefereert, kunnen volgens haar kleinschalige windturbines hun nut bewijzen, vooral in de landbouw.

### Denemarken
Denemarken heeft wereldwijd de relatief grootste bijdrage van windenergie aan de eigen elektriciteitsbehoefte (47% in 2019). Denemarken wordt daarom, zowel door voor- als tegenstanders van windenergie, als voorbeeld gezien voor de mogelijkheden en beperkingen van grootschalige inpassing van windenergie.
De Deense situatie is echter niet automatisch te vertalen naar andere landen. Aan de ene kant ligt Denemarken geografisch gunstig. Het kan daardoor makkelijk elektriciteit uitwisselen met Duitsland, Zweden en Noorwegen. De laatste twee landen hebben een grote capaciteit aan waterkrachtcentrales die geschikt zijn om fluctuaties in het windaanbod op te vangen. Aan de andere kant heeft Denemarken ook een groot aandeel decentrale (verspreid opgestelde) warmte-krachtcentrales, die elektriciteit produceren als er warmtevraag is. Verder is in de Deense wet vastgelegd dat windelektriciteit altijd voorrang heeft en dat windturbines bij een dreigend overschot niet mogen worden afgekoppeld. Om vraag en aanbod van elektriciteit in balans te houden, is Denemarken daarom afhankelijk van elektriciteitsuitwisseling met de buurlanden.
Critici, zoals Ole T. Krogsgaard, vinden het verschil tussen opbrengsten en kosten bij internationale levering en afname van elektriciteit te groot. De kosten van windenergie en decentrale warmtekracht samen, in vergelijking met een systeem gebaseerd op moderne conventionele centrales in 2000, werden door hem op 1,3 miljard euro per jaar geschat. De Deense windturbineorganisatie wijst erop dat er geen onderbouwing voor dit getal is.
Critici wijzen op een aantal incidenten waarbij door een plotselinge verandering in het windaanbod een black-out dreigde. Voorstanders van windenergie (zoals prof van Kuijk) wijzen erop dat deze incidenten tot een aantal verbeteringen in de windturbines hebben geleid. Zo draaien moderne windturbines bij hogere windsnelheden door en hoeven ze bij kortsluiting op het net niet meer te worden afgeschakeld.
In 2005 publiceerde de netbeheerder Elkraft een rapport waarin wordt geconcludeerd dat 50% windenergie in 2025 technisch en economisch haalbaar is.

### Noordzee en wereldwijd
Indien 1,5% van de Noordzee wordt volgeplaatst met windmolens, kan volgens Greenpeace windenergie voorzien in één derde van het huidige elektriciteitsverbruik van de Noordzeelanden (Denemarken, Duitsland, Nederland, België en het Verenigd Koninkrijk). Wereldwijd wordt het theoretisch potentieel voor windenergie op land geschat op 6 maal het wereldelektriciteitsgebruik of 1 maal het wereldenergiegebruik, gebaseerd op de windturbinetechniek en het elektriciteitsverbruik van 2001. (Hoogwijk 2004). Meer recente schattingen komen hoger uit, tot meer dan 10 maal het wereldenergiegebruik. Volgens Adams en Keith is dat overschat, maar het is wel veel meer dan het wereldenergiegebruik.
Het Internationaal Energieagentschap publiceert sedert 2018 het jaarlijks rapport Offshore Wind Outlook.

## Voor- en nadelen

### Voordelen van windenergie

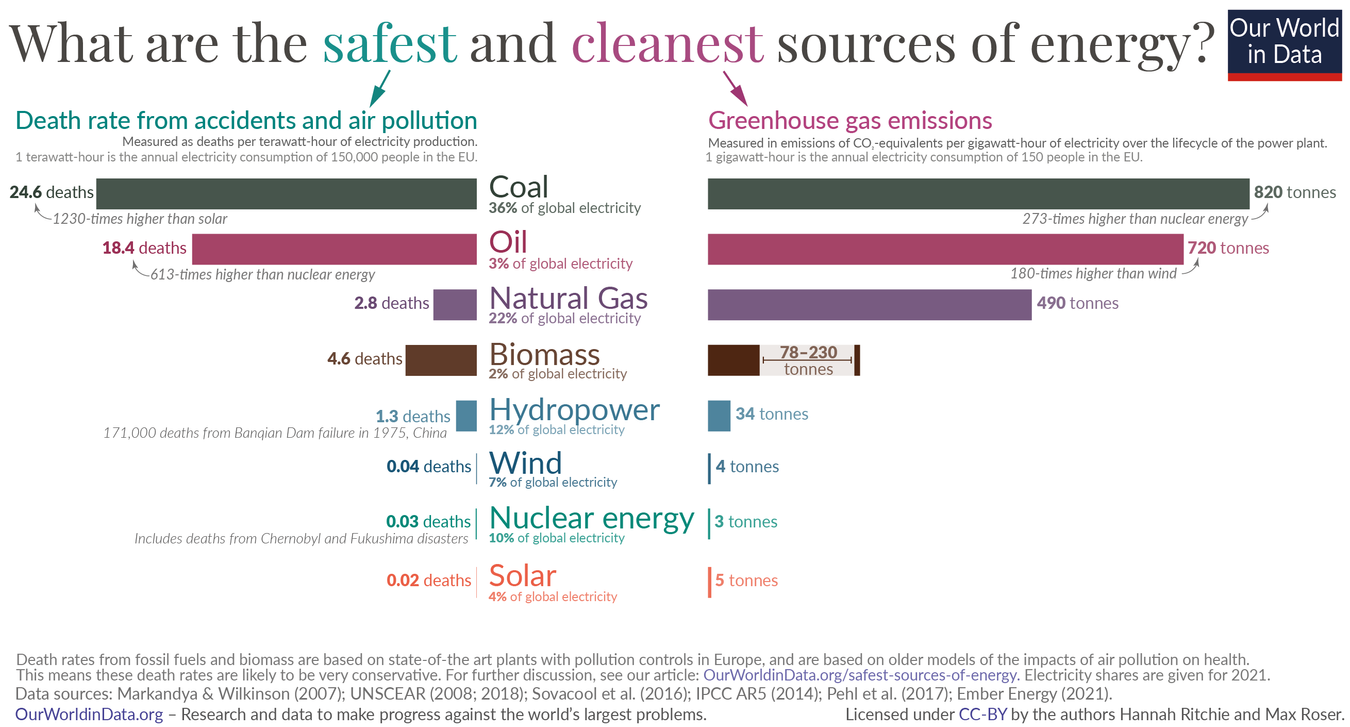
Windenergie is een van de energiebronnen die het minst doden veroorzaakt en het minst broeikasgassen uitstoot.

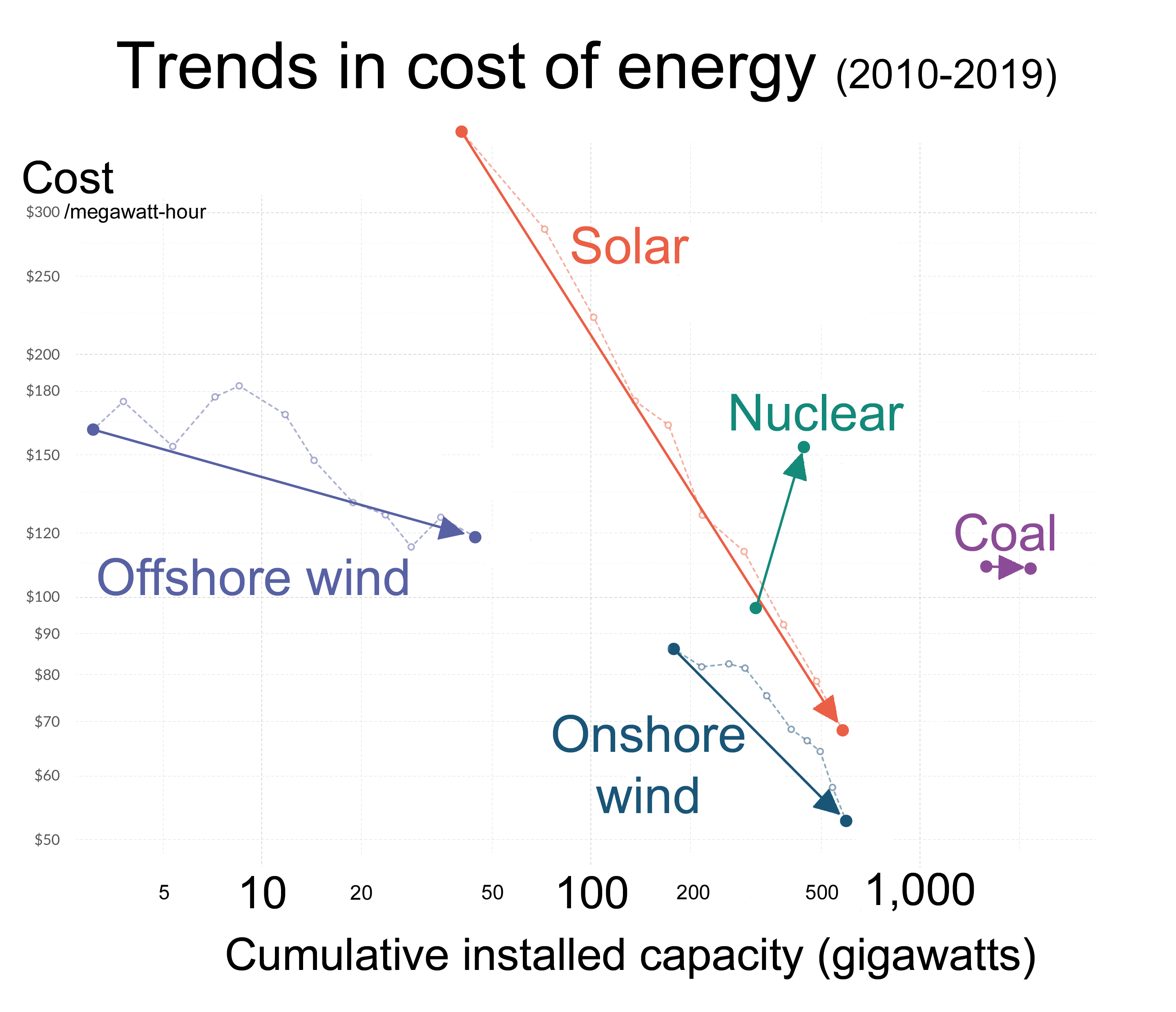
Kosten windenergie ten opzichte van andere energiebronnen

De belangrijkste voordelen van windenergie zijn:
- De kosten van onshore windenergie zijn lager dan die van fossiele brandstoffen, deze kosten dalen ook al decennialang. Ook de kosten van offshore windenergie worden in de toekomst goedkoper dan die van fossiele brandstoffen.
- vermindering van het gebruik van fossiele brandstoffen en daarmee vermindering van de daarmee gepaard gaande luchtvervuiling en CO2-uitstoot[59]
- de duurzaamheid van windenergie[59]
- verminderde afhankelijkheid van olieproducerende landen[60]
- lokaal geproduceerde energie met korte lijntjes naar de afnemers.[bron?]
- mogelijkheid om omwonenden mee te laten profiteren van de opbrengsten en winsten.[bron?]

### Nadelen van windenergie
- Windsnelheden zijn veranderlijk.[61] vanwege de variabele stroomproductie moeten er geavanceerde balanceringsmechanismen worden ingezet om aan de actuele vraag te kunnen voldoen en de stabiliteit van het stroomnet te waarborgen.[62] Dergelijke balanceringsmechanismen bestaan al of zijn in ontwikkeling.

- Inpassing van windmolens in het landschap kan als lelijk worden ervaren (horizonvervuiling)[63]
- Voor de productie van windmolens zijn staal, kunststof en bepaalde zeldzame metalen voor de magneten in de dynamo's nodig, waarvan het winnen een kostbaar, vervuilend en energie-intensief proces is.[64]
- Vogels en vleermuizen kunnen door windmolens uit de lucht geslagen worden; een rij windmolens is voor vogels ongeveer even gevaarlijk als een snelweg, sommige soorten vogels (zoals eenden) blijven honderden meters uit de buurt waardoor hun habitat wordt verkleind.[65][66] Vogelsterfte door windmolens is echter zeldzaam in vergelijking met andere menselijke oorzaken van vogelsterfte, zoals katten, gebouwen of auto's. In de VS worden duizenden keren meer vogels het slachtoffer van katten dan van windturbines.[67]
- Hinderlijke slagschaduw en geluidsoverlast voor omwonenden.[68][69] De duur van de slagschaduw op een specifieke locatie is echter beperkt tot bepaalde tijden van de dag en jaar, afhankelijk van de positie van de zon.

## Discussies en debat over windenergie
Er is vaak verzet van omwonenden van toekomstige windparken vanwege angst voor overlast. Een positieve aanpak is omwonenden laten deelnemen als mede-eigenaar. De deelnemers kunnen zich dan identificeren met "hun" molen, waardoor de weerstand meestal wordt voorkomen. Zo is in Kerkrade een project met 2 turbines geslaagd. Daar waren 600 participaties van 2625 euro beschikbaar voor omwonenden. In het Belgische Eeklo (Oost-Vlaanderen) en Hasselt (Limburg), lopen gelijkaardige projecten.
In een debat in De Telegraaf bleek in 2009 een kleine meerderheid tegen overheidsbijdragen aan windenergie. In de verkiezingscampagne voor de Tweede Kamer van 2010 beweerde VVD-lijsttrekker Mark Rutte: "Windmolens draaien op subsidie". Voorstanders kwamen met tegenargumenten: subsidie aan windenergie schept een gelijk speelveld met bijvoorbeeld kolencentrales, die een indirecte subsidie ontvangen.